# 阪東ヒーロー
阪東 ヒーロー（ばんどう ヒーロー、男性、1980年11月29日 - ）は、日本の元プロボクサー。愛媛県出身。本名は阪東 浩徳（ばんどう ひろのり）。兄の阪東タカ、従兄弟の阪東竜もプロボクサー。元日本スーパーフェザー級1位。フォーラムスポーツボクシングジム所属。

## 来歴
1998年、プロデビュー戦に1RKOで勝利。
1999年、フェザー級新人王戦に出場。東日本決勝で雄二・ゴメスにKO負けを喫した。
2005年9月25日、当時連続1RKO記録を継続していたベネズエラの怪物エドウィン・バレロとの対戦公募にノーランカーながら名乗りを上げる。1R持ちこたえれば賞金100万円が貰えるという契約であった。阪東はクリンチすることなく打ち合いに応じたが、2度のダウンを奪われ1RKO負けを喫した。
2006年8月11日、イケメンボクサーを集めた企画興行「DAVID（ダビデ）II 」では村田昌隆（白井・具志堅）と対戦し、3-0の判定勝利を収めた。
2006年11月11日、渡嘉敷ジム会長渡嘉敷勝男プロデュースの賞金マッチ「モンスター」第2弾では、フィリピンフェザー級2位で無敗のレイ・ラバオに3-0の判定勝利を収めた。
その後、日本と東洋でランク入りを果たし、2008年6月12日に東洋太平洋スーパーフェザー級タイトルマッチに出場。王者の内山高志に挑むも判定負けを喫した。
2009年1月28日、OPBFスーパーフェザー級9位・日本同級2位として清水秀人（木更津グリーンベイ）と59.5kg契約8回戦を行い、5RTKO勝利を収めて再起を果たした。清水はこの試合のダメージにより、開頭・開腹手術を受けた。
2009年8月13日、OPBFスーパーフェザー級5位・日本同級1位として福原力也（ワタナベ）とスーパーフェザー級8回戦で対戦し、0-3の判定負けを喫した。
2012年4月、公式ブログにおいて持病の眼筋麻痺に完治の見込みが立たないことから引退を表明した。